# شاهنامه و دستور
شاهنامه و دستور کتابی از محمود شفیعی قهفرخی است که در سال ۱۳۴۳ منتشر و برندهٔ جایزه کتاب سال سلطنتی شد.